# Hydropteris
Pour les articles homonymes, voir hydroptère (homonymie).
Hydropteris pinnata
Genre
Genre
Hydropteris est un genre éteint de fougères aquatiques (ordre des Hydropteridales) datant du Crétacé supérieur. Hydropteris pinnata est la seule espèce de ce genre. 

## Description
Elle présentait des caractéristiques de Marsileaceae au niveau de l'appareil végétatif, mais aussi de Salviniaceae au niveau de l'appareil reproducteur. Ce genre est à l'origine du nom de l'ordre des Hydropteridales.

## Datation
Selon Fossilworks, Hydropteris pinnata est datée du Maastrichtien supérieur, il y a environ entre 70,6 et 66 Ma (millions d'années). L'espèce pourrait donc avoir disparu lors le l'extinction Crétacé-Tertiaire.